# Germanos
Germanos di Patrasso (George Gotzias, noto anche come Palaion Patron Germano) (Dimitsana, 25 marzo 1776 – Nauplio, 30 maggio 1826) è stato un vescovo ortodosso greco.
Prima della sua consacrazione come metropolita di Patrasso dal patriarca Gregorio V, servì la chiesa come presbitero e protosincello a Smirne.